# 키스x시스
《키스x시스》(일본어: キス×シス Kisu×shisu[*]), 혹은 《KissxSis》는 지타마 보우가 쓰고 그린 소년 만화이다. 베사츠 영 메거진(현재의 영 매거진)애 2005년 12월 12일에 연재를 시작하였고 그 이후로 코단샤에 의해 25권의 단행본이 발행되게 된다. 나 시리즈는 Feel에 의해 애니메이션화가 되었는데 2010년 4월 5일부터 2010년 6월 21까지 AT-X에서 방영된 12화 분량의 TV 애니메이션,과 2008년 12월 22일부터 2015년 4월 6일까지 12화 분량의 발매된 OVA 시리즈이다.

## 줄거리
스미노에 케이타는 일본의 중학교 3학년 학생인데 아버지, 양어머니, 그리고 양누나인 아코와 리코와 살고 있다. 어린 시절에 부모님이 재혼했기 때문에 서로에게 애정이 있는 형태로 가깝고 서로를 지지한다. 최소 10년동안 서로와 함께 지내어 지금 10대가 되었는데 그 세 남매는 두드러지게 줄어든 정신적인 사랑 유행 상태로 서로를 바라본다. 아코와 리코는 케이타에게 종종 장난삼아 연인처럼 행동하기도 하고 열망을 가지기도 하는데, 반면 케이타는 누나들이 자신을 포기하게 하려고 자신의 주장을 내세운다.

## 등장인물
스미노에 케이타(住之江 圭太)
성우 - 타케우치 켄/테라모토 유키카(어린 시절)
작품의 주인공. 어릴 적에 부모가 재혼하면서 피가 이어지지 않은 쌍둥이 누나 아코와 리코가 생긴다. 자기 할 일에 최선을 다하는 성격이며, 정의감이 강해 분위기를 타기 쉽다. 누나들을 성가셔 하지만 사실은 누구보다도 사랑한다. 운동신경이 좋아서 육상으로 고등학교 특기자 추천 입학을 따냈지만, 누나와 같은 학교에 가려고 수험공부중. 하지만 계속되는 누나들의 유혹을 견디기가 쉽지 않다.
스미노에 아코(住之江 あこ)
성우 - 타케타츠 아야나
케이타의 누나이자 리코의 쌍둥이 언니. 앞머리를 핀으로 고정시킨 단발 머리를 하고 있다. 착실히 공부하는 성실한 타입이며, 중학생 때는 학생회장을 했고 고등학교에 진학해서는 학생회 서기를 맡고 있다. 또, 요리 등 집안일도 잘 해내는 좋은 딸이기도 하다. 하지만 의외로 은근히 변태. 어디까지나 순진하게 케이타에게 대시하고 있지만, 아직 어리기 때문에 마지막 선은 넘지 않고 있다.
스미노에 리코(住之江 りこ)
성우 - 타츠미 유이코
케이타의 누나이자 아코의 쌍둥이 동생. 묶은 머리와 뺨의 반창고가 트레이드 마크. 씩씩하고 당찬 성격 때문인지 중학교 때 고등학교 때 모두 풍기위원을 맡고 있다. 공부에도 집안일에도 서투르지만 요령이 좋고 행동력이 있다. 제법 낯가림을 하기 때문에, 사람들 앞에선 쿨한 분위기. 하지만 케이타와 단 둘이 되면 대담하게 갈 데까지 가려고 한다.
부모님(両親)
성우 - 시무라 토모유키(아빠), 한바 토모에(엄마)
케이타와 아코, 리코의 재혼한 부모님. 케이타가 유치원에 다닐 적에 재혼했다. 케이타를 데려온 건 아빠 쪽, 아코와 리코를 데려온 건 엄마 쪽. 부부 사이가 몹시 좋으며, 자기 전에 종종 (이상한 소리를 내며) 맛사지를 하기도 한다. 맞벌이를 하고 있어서인지 육아에 대해선 방임주의적. 특히 케이타가 아코나 리코와 선을 넘거나(?), 결혼하는 것을 적극적으로 지지하고 있다.
미쿠니 미하루(三国 美春)
성우 - 나가타 요리코 -> 나카무라 토모코 (OVA 10화~)
케이타와 같은 반인 여학생. 도서위원을 맡고 있다. 안경 속성에 가슴이 크다는 높은 스테이터스를 가졌지만 본인은 심각할 정도로 자신감이 없다. 성실하고 얌전한 성격인 대신 조금 눈물이 많은 편. 케이타와 동급생이긴 하지만, 여자애들 사이에서 소문으로 '에로 대마왕'이라고 불리는 케이타를 경계하고 있다. 작품의 유일한(?) 상식인이기도 하다.
키류 미카즈키(桐生 三日月)
성우 - 오오가메 아스카
케이타보다 1학년 낮은 후배. 케이타가 들어 있는 육상부의 매니저이며, 키류 유즈키의 여동생이다. 순진한 웃는 얼굴에 트윈테일을 한 사랑스러운 여동생 같은 이미지의 소녀지만, 완전 천연이기 때문에 직구를 던질 때가 많다. 소문에 의하면 '응큼하다', '이상한 아이다'라는 이야기도. 케이타가 좋다고 공공연히 말하고 다니며, 케이타와 같은 고등학교에 들어가는 게 목표라고.
키류 유즈키(桐生 夕月)
성우 - 아마이 아사미
케이타가 진학한 타마히데 고등학교의 담임 선생님. 일본사를 가르치고 있으며, 사실은 전국 무장 페티쉬가 있는 오타쿠. 풍만한 몸매를 가졌으며, 빈틈이 많고 덜렁이 행동으로 시선을 유혹하곤 한다. 케이타가 누나들과 금단의 관계를 갖고 있다고 생각해서, 교사 생명을 걸고 케이타를 올바른 길로 인도하기 위해 분투하는 중. 키류 미카즈키와 나이 차이가 많이 나는 언니이기도 하다.

## 주제가
OVA
오프닝 테마
<두 사람의♥허니 보이> (ふたりの♥ハニーボーイ 후타리노하니이보오이[*])
노래 - 아코 & 리코 (CV. 타케타츠 아야나 & 타츠미 유이코)
작사,작곡,편곡 - 타카하시 나나
엔딩 테마
<별 하늘 이야기> (星空物語 호시조라모노가타리[*])
작사,작곡,편곡,노래 - 타카하시 나나
TV시리즈
오프닝 테마
<밸런스 Kiss> (バランスKISS 바란스KISS[*])
노래 - 아코 & 리코 (CV. 타케타츠 아야나 & 타츠미 유이코)
작사,작곡,편곡 - 하시모토 유카리
엔딩 테마
<Our Steady Boy>(1~11화)
작사 - 오모리 사치코 / 작곡,편곡 : 유키 미즈키
<두 사람> ({ふたり 후타리[*])(12화)
작사 - 오모리 사치코 / 작곡,편곡 : 타카하시 나나
노래 - 유이카오리 (오구라 유이 & 이시하라 카오리)

## 코믹스 (원작)

### 단행본
- kiss×sis 제1권 : 2007년 9월 6일 발매, ISBN 978-4-06-372344-1
- kiss×sis 제2권 : 2008년 1월 4일 발매, ISBN 978-4-06-375428-5
- kiss×sis 제3권 : 2008년 12월 22일 발매, ISBN 978-4-06-937284-1
(OAD 동봉 한정판), ISBN 978-4-06-375613-5
- kiss×sis 제4권 : 2009년 5월 22일 발매, ISBN 978-4-06-937296-4
(OAD 동봉 한정판), ISBN 978-4-06-375723-1
- kiss×sis 제5권 : 2009년 11월 20일 발매, ISBN 978-4-06-358298-7
(OAD 동봉 한정판), ISBN 978-4-06-375829-0
- kiss×sis 제6권 : 2010년 6월 4일 발매, ISBN 978-4-06-358311-3
(OAD 동봉 한정판), ISBN 978-4-06-375925-9
- kiss×sis 제7권 : 2010년 11월 22일 발매, ISBN 978-4-06-358322-9
(OAD 동봉 한정판), ISBN 978-4-06-375998-3
- kiss×sis 제8권 : 2011년 6월 22일 발매, ISBN 978-4-06-358339-7
(OAD 동봉 한정판), ISBN 978-4-06-376073-6
- kiss×sis 제9권 : 2011년 11월 30일 발매, ISBN 978-4-06-358355-7
(OAD 동봉 한정판), ISBN 978-4-06-376158-0
- kiss×sis 제10권 : 2012년 7월 6일 발매, ISBN 978-4-06-358380-9
(OAD 동봉 한정판), ISBN 978-4-06-376662-2
- kiss×sis 제11권 : 2013년 2월 6일 발매, ISBN 978-4-06-358403-5
(OAD 동봉 한정판), ISBN 978-4-06-376788-9